# Hylaea intermediaria
Hylaea intermediaria är en fjärilsart som beskrevs av Louis Beethoven Prout 1915. Hylaea intermediaria ingår i släktet Hylaea och familjen mätare. Inga underarter finns listade i Catalogue of Life.